# Tourette's
Pistes de In Utero
Radio Friendly Unit Shifter
(10) All Apologies
(12)

Tourette's est la 11e chanson de l'album In Utero du groupe Nirvana et dure 1 min 33. 
Selon Chuck Crisafulli, Tourette's fut l'un des derniers et des plus rapidement assemblés des morceaux de In Utero, et fut enregistré lorsque Kurt Cobain put se permettre de tirer de sa gorge les hurlements les plus hystériques dont il était capable. 
Le morceau commence par une brève apparition vocale de Krist Novoselic (qui entonne moderate rock de sa voix de DJ FM la plus suave), puis se transforme en un exercice punk hyper violent simple, déjanté et sauvage. La chanson tient son titre d'une maladie neurologique, dont le nom vient du médecin français qui l'a diagnostiquée pour la première fois. 
Lorsqu'un malade est atteint du syndrome de Gilles de la Tourette, il est enclin à des tics involontaires et à une logorrhée incontrôlable, qui prend souvent la forme soit d'un flot d'obscénités, soit d'une répétition systématique de ce qui lui est dit. "Cufk, tish et sips" sont les 3 seuls mots indiqués dans le livret de l'album, même si Kurt Cobain hurle autre chose que ces 3 termes qui sont des métathèses de fuck, shit et piss. 
Certains eurent l'impression que ce morceau était du pur remplissage, mais il y avait tout de même une certaine ironie dans la suggestion que Cobain pût être simplement quelqu'un à qui une maladie mentale faisait hurler des paroles.
Selon Kurt Cobain, Tourette's n'avait pas besoin d'être écrite, c'est pourquoi cette chanson ne fut pratiquement jamais jouée lors de la tournée In Utero qui suivit la sortie de l'album, bien qu'elle apparaisse dans Live at Reading, enregistré durant cette période.